# Arelle Middleton
Arelle Middleton (née le 9 février 2008) est une athlète handisport américaine médaillée d'argent au lancer du poids en catégorie F64 aux Jeux paralympiques d'été de 2024 à Paris.

## Biographie
Arelle Middleton est née avec une déficience congénitale du fémur qui rend sa jambe gauche 15 cm plus courte que la droite. Dans son enfance, elle a subi plusieurs opérations chirurgicales pour essayer de corriger ce problème. Elle commence le sport à l'âge de 12 ans. Elle participe aux championnats du monde d'athlétisme handisport 2024 de Kobe en catégorie F64 aux épreuves du lancer du disque et du lancer du poids. Elle y obtient la médaille d'argent au poids avec un lancer à 11,84 m et se classe 6e au disques.
Aux Jeux paralympiques d'été de 2024 de Paris, elle prend la médaille d'argent du lancer du poids F64 en terminant deuxième derrière la championne paralympique chinoise Yao Juan et devant la chinoise Yang Yue. 